# آتسوکی ایتو
آتسوکی ایتو (انگلیسی: Atsuki Ito؛ زادهٔ ۱۱ اوت ۱۹۹۸) بازیکن فوتبال اهل ژاپن است.
وی همچنین در تیم ملی فوتبال ژاپن بازی کرده‌است.